# Urbanitet
Begreppet urbanitet (av latin: urbanus, "relaterat till staden") syftar på människors interaktion i det offentliga rummet i staden. Historiskt har begreppet inte bara stått i motsatsförhållande till landsbygd utan även fått representera kultur och civilisation i kontrast till både barbari och idyll.